# Bellahøj 1943
Bellahøj 1943 er en dansk propagandafilm fra 1943.

## Handling
Propaganda/reklamefilm for dyrskuet på Bellahøj 1.-4. juli 1943.